# Anzat-le-Luguet

Anzat-le-Luguet este o comună în departamentul Puy-de-Dôme, Franța. În 1 ianuarie 2022 avea o populație de 174 de locuitori.